# Eilandgasten
Eilandgasten is een Nederlandse film uit 2006 van Karim Traïdia en uitgebracht door producent Tin Can als Telefilm. Het verhaal van de film is geïnspireerd op het boek van Vonne van der Meer. De film werd uitgezonden op zaterdag 20 mei 2006 op Nederland 3 en uitgebracht op dvd begin augustus van dat jaar, internationale titel is Island Guests.
De film bestaat uit vier verhaallijnen die in elkaar weven. De hoofdpersonen komen vooral naar Vlieland om onuitgesproken zaken te bespreken en voor de rust.

## Verhaallijn
1. Dana en Chiel komen met hun pasgeboren zoon naar Vlieland om de spanningen tussen hen uit te praten (zij zegt dat hij is vreemdgegaan).
2. Nils en Simone komen met hun twee kinderen Roos en Thijs naar Vlieland voor een beetje ontspanning, Nils kan het echter maar niet verkroppen dat hij geen manager is geworden.
3. Twee vrouwen met een dilemma: Sanne is nog maar een tiener die zwanger is, maar het nog niet wil zijn, Martine daarentegen is al veertig geweest en wil het juist worden.
4. Walter en Willemijn werken als kelners op de veerboot en hebben een relatie, als eenmaal Tom zich aanmeldt als nieuwe collega ontstaat er een soort van driehoeksverhouding.

## Cast
- Tygo Gernandt - Chiel
- Eva Duijvestein - Dana
- Jaap Spijkers - Nils
- Loes Haverkort - Willemijn
- Carine Crutzen - Martine
- Egbert-Jan Weeber - Walter
- Johnny de Mol - Tom
- Caro Lenssen - Sanne
- Marieke Heebink - Simone
- Miled Traïdia - Roos
- Nynke Laverman - Zangeres in bar